# 普罗克洛
普罗克洛（希臘語：Πρόκλος，羅馬化：Próklos，412年2月8日—485年4月17日），也作普罗克洛斯、普洛克罗，最后一位主要的希腊哲学家，新柏拉图主义的集大成者。

## 生平
出生于拜占庭帝国君士坦丁堡。曾在亚历山大港的老奥林匹奥多罗斯指导下学习哲学，又在雅典柏拉图学院师从普卢塔赫和叙亚努。437年继叙亚努主持学院，从此终生留在学院。
他将3世界希腊哲学家楊布里科斯的新柏拉图主义的观点加以精炼，并使之系统化。他极力促使新柏拉图主义在整个拜占庭、伊斯兰和罗马世界广泛传播。

## 作品
著有《柏拉图的神学》、《神学要旨》等。